# Tscherwonohrod
Koordinaten: 48° 48′ 18″ N, 25° 35′ 34″ O
Tscherwonohrod (ukrainisch Червоногрод, polnisch Czerwonogród) ist ein ehemaliges Dorf in der westlichen Ukraine in Ostpodolien. Es liegt im Gemeindegebiet von Nyrkiw (Нирків), etwa 1 Kilometer südlich des Dorfes, im Rajon Tschortkiw der Oblast Ternopil am Fluss Dschuryn (Джурин).

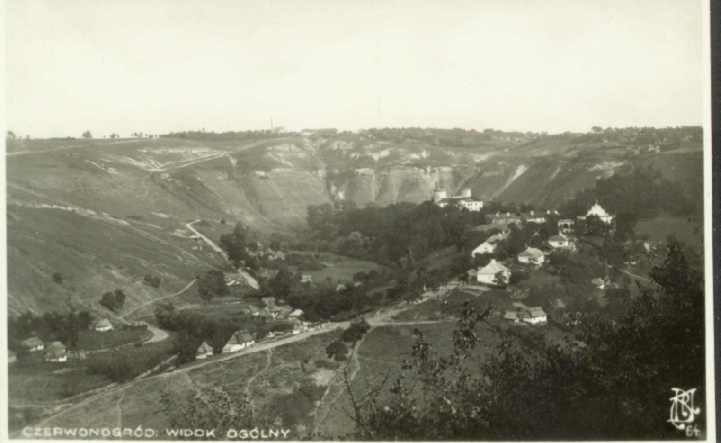
Blick auf den Ort in den 1920er Jahren

Im Ort befindet sich die Ruine des Schlosses Tscherwonohrod aus dem 19. Jahrhundert, es wurde zu sowjetischen Zeiten zerstört und befindet sich auf den Ruinen einer noch älteren Anlage aus dem 13. Jahrhundert.
Der Ort wurde 1434 zum ersten Mal schriftlich erwähnt, erhielt 1448 das Magdeburger Stadtrecht und lag zunächst in der Woiwodschaft Podolien als Teil der Adelsrepublik Polen. Von 1772 bis 1918 gehörte er, mit Unterbrechung zwischen 1810 und 1815, als Teil des Tarnopoler Kreises an Russland abgetreten werden musste, unter seinem polnischen Namen Czerwonogród zum österreichischen Galizien  (bis 1918 dann im Bezirk Zaleszczyki).

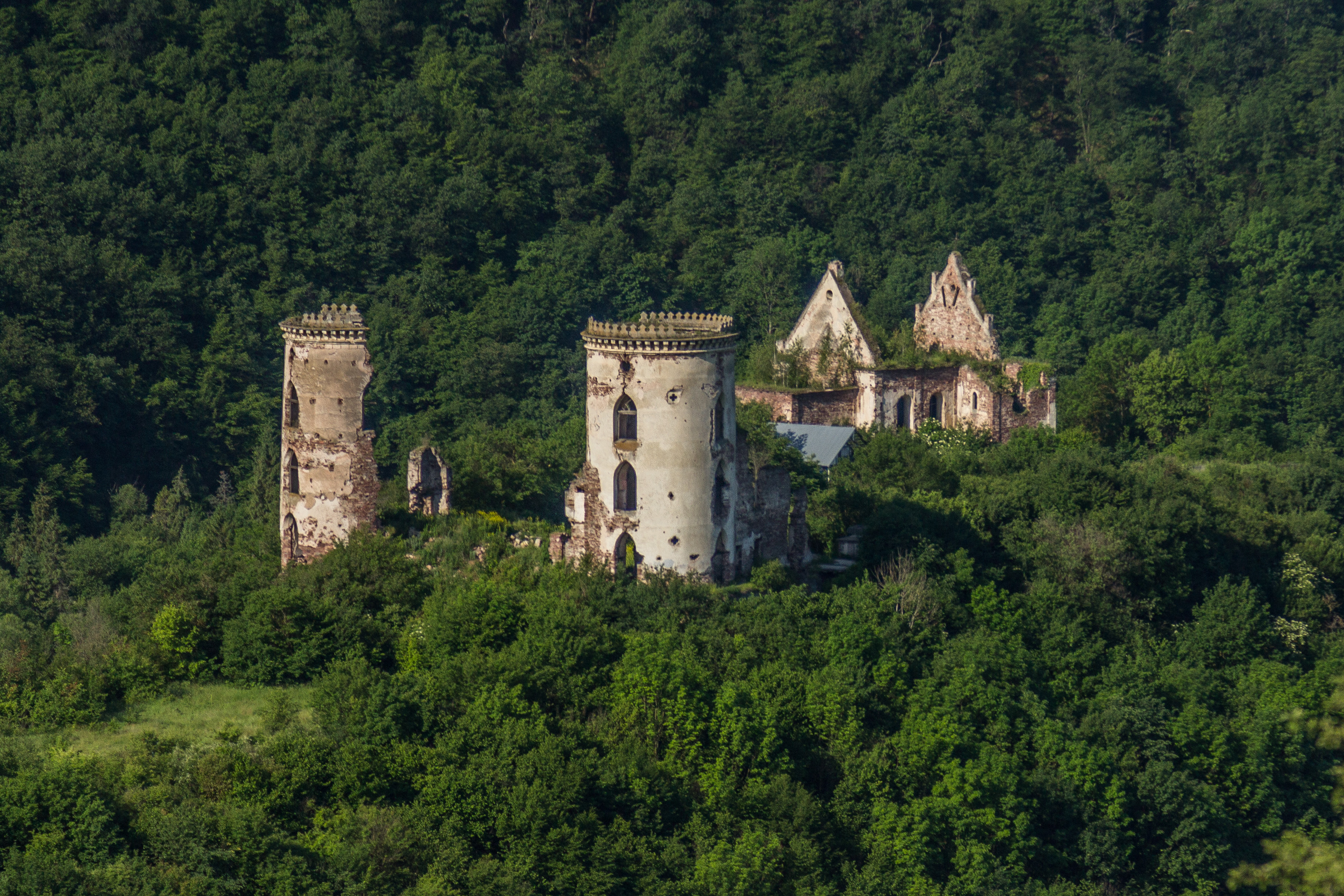
Blick auf die Ruinen des Schlosses

Die Bedeutung des Ortes nahm in dieser Zeit immer weiter ab, er verlor sein Stadtrecht und Ende 1939 lebten noch etwa 500 Personen im Ort.
Nach dem Ende des Ersten Weltkrieges kam der Ort zu Polen (in die Woiwodschaft Tarnopol, Powiat Zaleszczyki, Gmina Uścieczko), wurde im Zweiten Weltkrieg ab September 1939 von der Sowjetunion und dann ab Sommer 1941 bis 1944 von Deutschland besetzt, hier wurde der Ort in den Distrikt Galizien eingegliedert.
Nach dem Ende des Krieges wurde der Ort der Sowjetunion zugeschlagen, dort kam er zur Ukrainischen SSR und wurde in Tscherwone (Червоне) umbenannt. Der Großteil der polnischen Bevölkerung wurde ausgewiesen. Durch den Bau eines Wasserkraftwerks ab Mitte der 1950er Jahre kam es zwar noch zu einem Abwanderungsstopp, nach der Schließung des Kraftwerks in den 1960er Jahren war dieser Trend dann nicht mehr aufzuhalten, 1970 wurde schließlich der Ort offiziell aufgegeben und ist seither nur noch ein Teil des Gemeindegebiets von Nyrkiw.

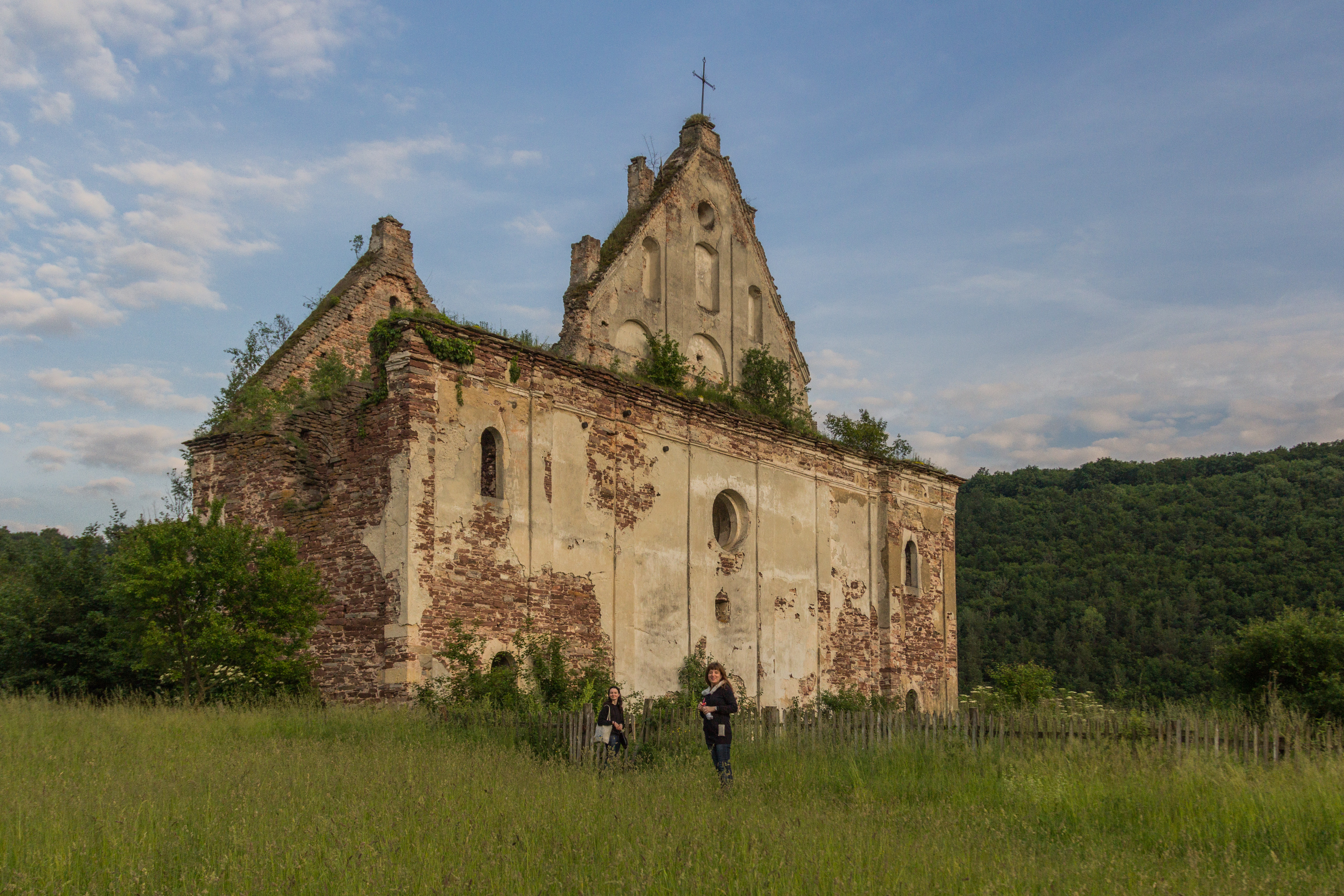
Blick auf die Ruinen der Kirche im Ort